# Vierzehnpunkt-Marienkäfer

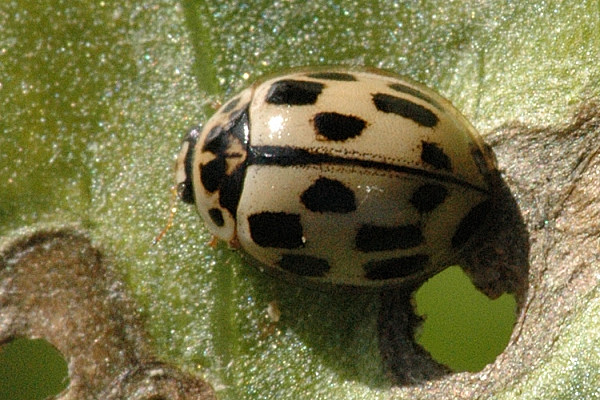
Überwiegend helle Farbvariante

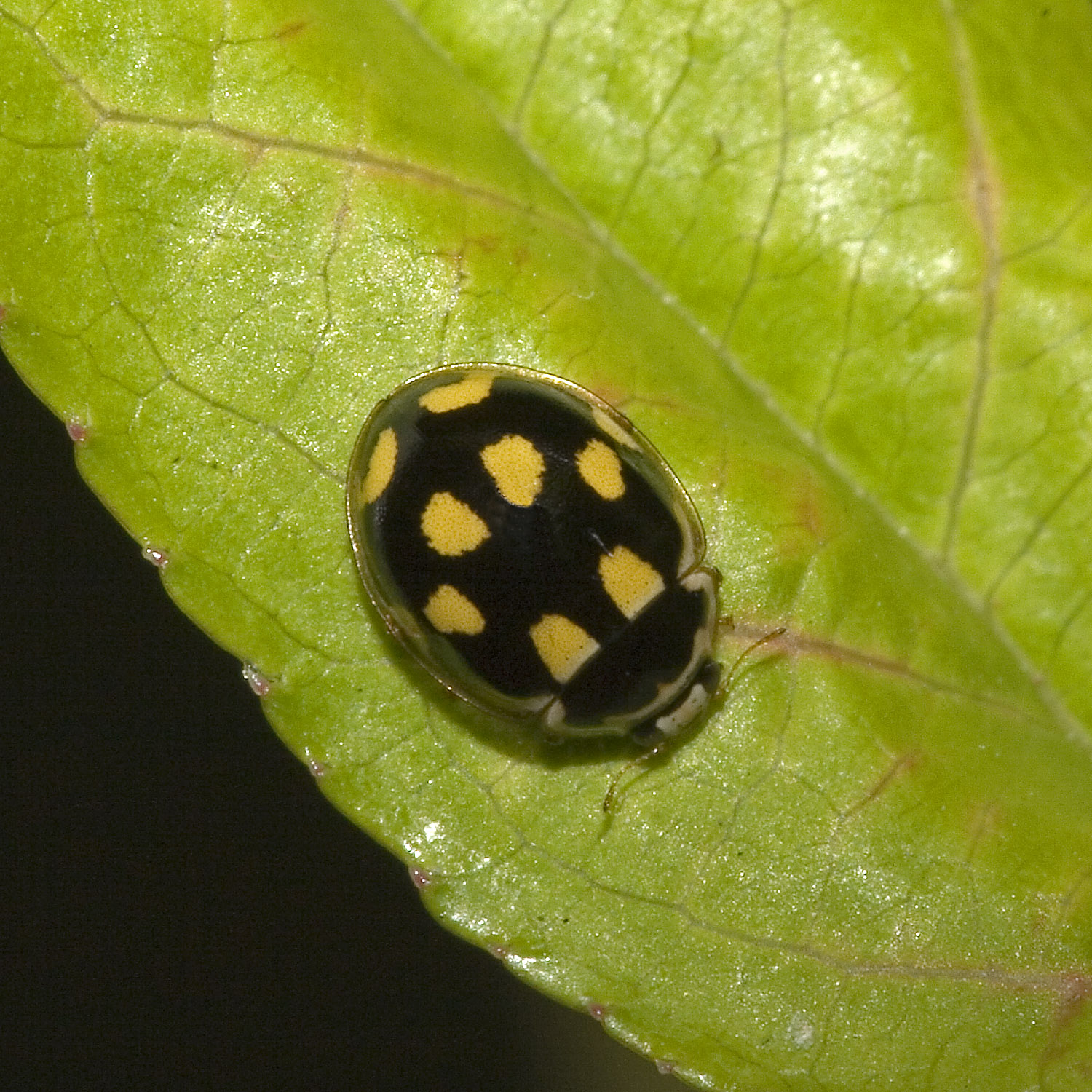
Überwiegend schwarze Farbvariante

Der Vierzehnpunkt-Marienkäfer oder Schachbrett-Marienkäfer (Propylea quatuordecimpunctata) ist ein Käfer aus der Familie der Marienkäfer (Coccinellidae). Er zählt zu den häufigsten Marienkäferarten in Mitteleuropa.

## Merkmale
Die Käfer werden 3,5 bis 4,5 Millimeter lang und verfügen über eine ungemeine Formenvielfalt. Es gibt weit über 100 unterschiedliche Farb- bzw. Musterungsvarianten. Manche weichen soweit ab, dass man sie zunächst für eigenständige Arten hielt. Die Käfer sind hell- bis kräftig gelb und haben je sieben schwarze, nahezu rechteckige Flecken auf den Deckflügeln. Diese können sich aber auch so weit ausdehnen und zusammenwachsen, dass das Gelb fast komplett verschwindet bzw. das Tier aussieht, als hätte es gelbe Punkte. Die Flügeldeckennaht ist meist durchgehend schwarz. Der Halsschild trägt vier bis acht, meist zusammengewachsene, schwarze Punkte und ist sonst, meist nur am Rand, hellgelb gefärbt. Ihre Fühler und Beine sind gelbbraun.

## Vorkommen
Man findet diese Art in ganz Europa vom südlichsten Teil bis hin zum Polarkreis aber auch in Asien. Sie leben von niedrigen Lagen bis in die subalpine Zone und sind auf Laubhölzern und krautigen Pflanzen fast überall auf Wiesen und Feldern, in Wäldern, Gärten und Parkanlagen zu finden.

## Fortpflanzung
Ein Weibchen legt um die 400 Eier. Dies ist nötig, da es oft eine hohe Sterblichkeit unter den Larven gibt. Diese können sich nur unter idealen Bedingungen (ideale Witterungsbedingungen, genug Nahrung …) entwickeln. Die Käfer überwintern zweimal, teilweise auch auf Dachböden, in der freien Natur im Bodenstreu.

## Nahrung
Diese Tiere ernähren sich wie die meisten Marienkäfer von Blattläusen, weswegen sie als sehr nützlich angesehen werden. Eine Larve kann bis zu 20, ein Käfer sogar 55 Blattläuse pro Tag fressen.

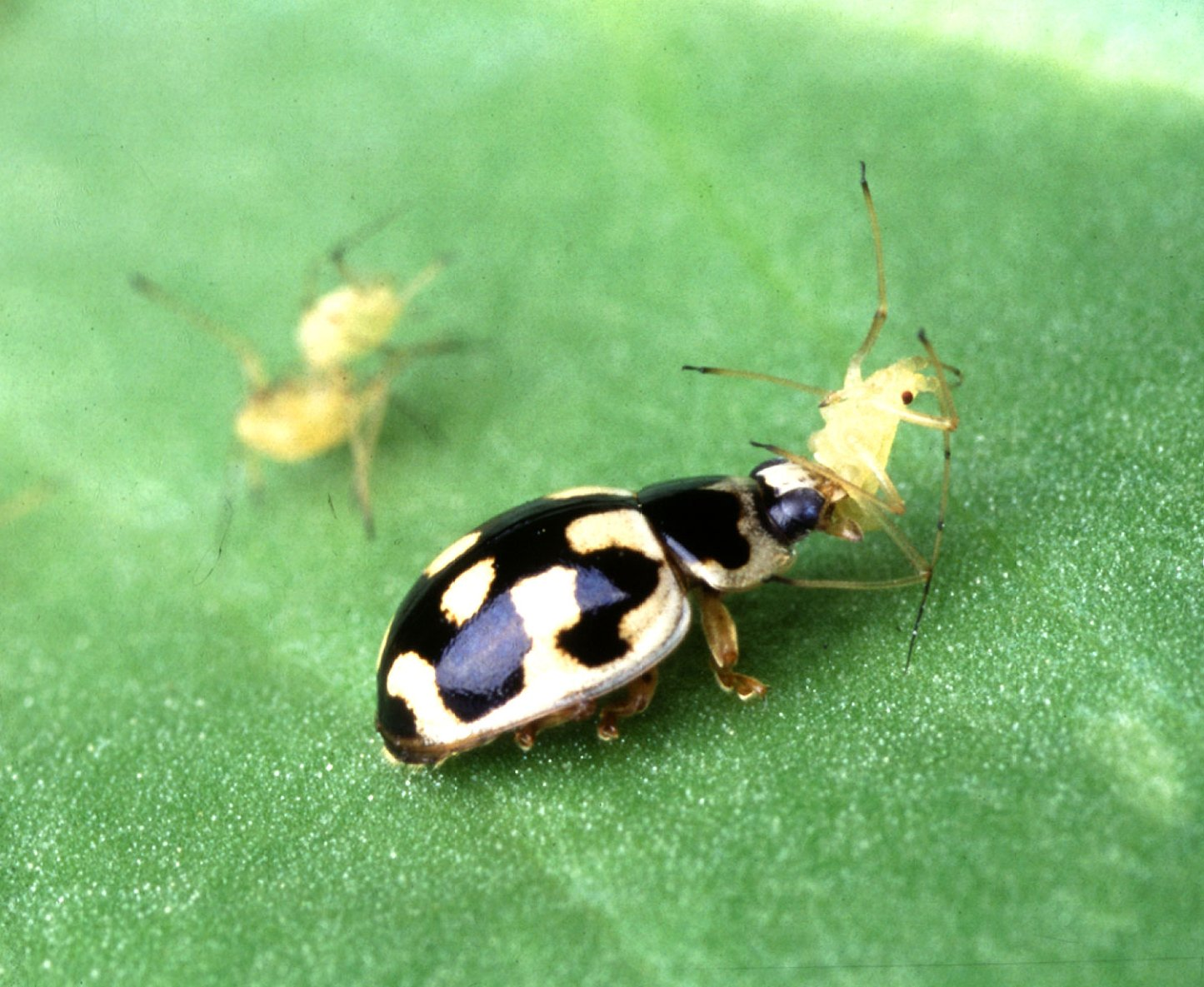
Käfer beim Fressen einer Blattlaus
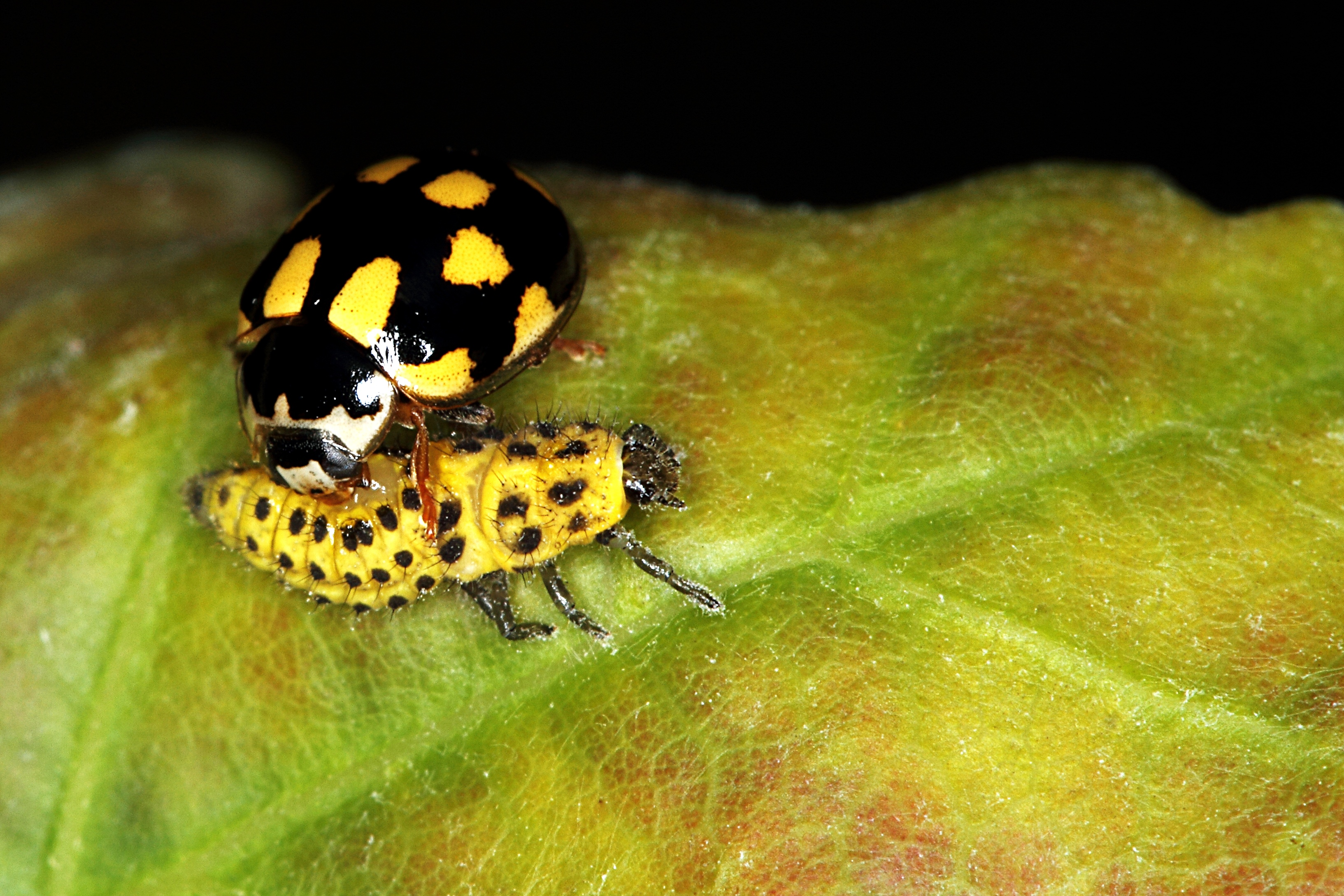
Vierzehnpunkt-Marienkäfer frisst eine Larve des Zweiundzwanzigpunkt-Marienkäfers
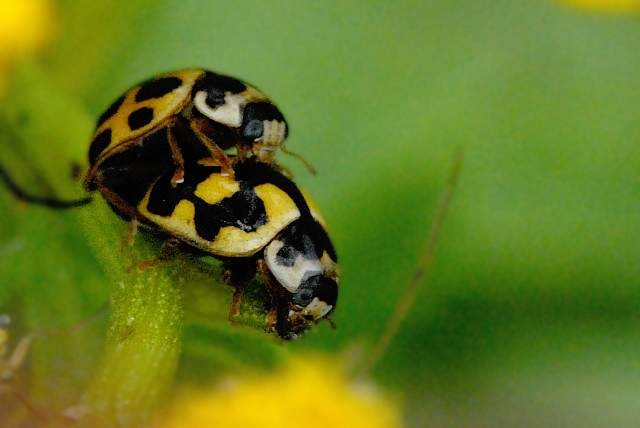
Paarung
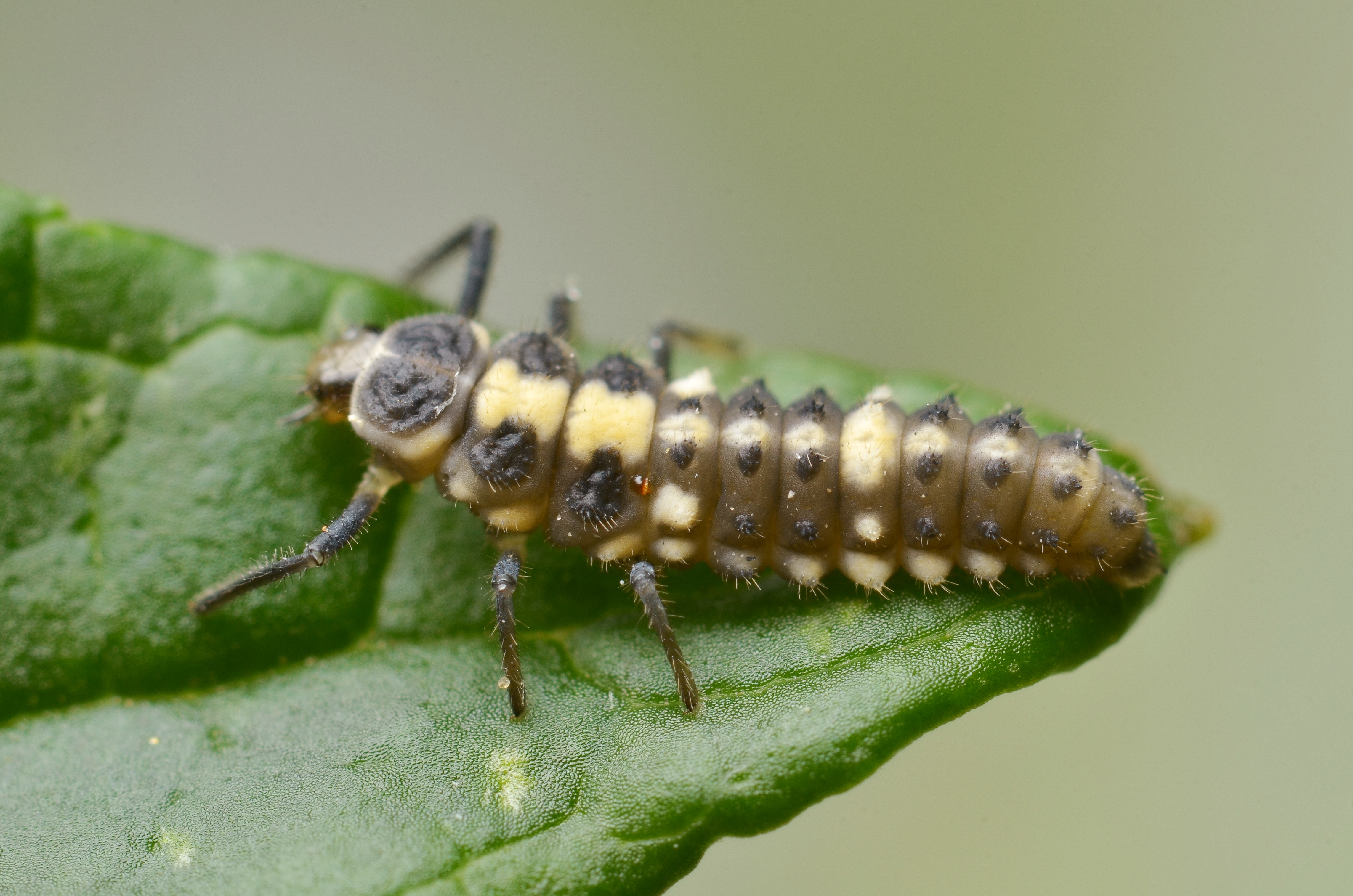
Larve des Vierzehnpunkts